# 66

## Події

### Римська імперія
Імператором був Нерон. Консулами були призначені Гай Лукцій Телезін та Гай Светоній Паулін.
У травні Нерон одружився з Статілією Мессаліною.

### Астрономічні явища
- 11 червня. Кільцеподібне сонячне затемнення.[1]
- 5 грудня. Повне сонячне затемнення.[1]

## Померли
- Анна  — юдейський первосвященник з 6 по 15 роки за часів римського імператора Октавіана Августа.
- Клавдія Антонія — давньоримська матрона та аристократка часів ранньої Римської імперії.
- Петроній Арбітр — давньоримський письменник
- Публій Клодій Фразея Пет — політичний діяч ранньої Римської імперії, консул-суффект 56 року, філософ—стоїк.
- Сервій Корнелій Сципіон Сальвідієн Орфіт — державний діяч часів Римської імперії, консул 51 року.